# Persona fisica
Una persona fisica, in diritto, è un essere umano dotato di capacità giuridica, quindi soggetto di diritto.

## Caratteri generali
Negli ordinamenti statali attuali la possibilità della soggettività giuridica è riconosciuta a tutti gli esseri umani; in ordinamenti del passato, invece, esistevano esseri umani ai quali non era attribuita alcuna possibilità di soggettività giuridica: gli schiavi.
La possibilità alla soggettività giuridica delle persone fisiche non è sempre presente negli ordinamenti diversi da quelli statali: ad esempio, nell'ordinamento internazionale sono soggetti di diritto gli stati e le organizzazioni internazionali e le persone fisiche vedi D.U.D.U. DirittI Universali dell'Uomo (in considerazione del fatto che le norme del diritto internazionale umanitario hanno come destinatari non soltanto gli stati, ma anche le persone fisiche). 
Con il raggiungimento della maggiore età la persona fisica acquisisce la capacità di agire, attraverso la propria personalità, cioè dispone della possibilità di porre in essere atti rilevanti anche e non solo ai fini giuridici. Al momento della morte dell'individuo si estingue anche la sua possibilità alla soggettività giuridica.